# Campeonato Húngaro de Futebol de 2023–24 – Primeira Divisão
A Nemzeti Bajnokság I de 2023–24 ou NB I de 2023–24, também conhecida comercialmente como OTP Bank Liga de 2023–24, é a 122.ª edição da liga masculina de clubes equivalente à primeira divisão do futebol húngaro.

## Regulamento
A NB1 de 2023–24 será disputado no sistema de pontos corridos, de forma contínua, em 3 (três) turnos, sagrando-se campeão o clube que acumular o maior número de pontos ganhos em toda a disputa.

### Rebaixamento
Os 2 (dois) últimos colocados na classificação final do campeonato serão rebaixadas para a segunda divisão de 2024–25.

### Vagas para outras competições
A classificação de clubes às competições da UEFA de 2024–25 (Liga dos Campeões, Liga Europa e Liga Conferência) observará as situações abaixo identificadas, considerando as vagas previstas:
1. O campeão se classifica para a primeira pré-eliminatória da Liga dos Campeões;
2. O vice-campeão e terceiro colocado garantem vagas na segunda pré-eliminatória da Liga Conferência Europa.[2]

## Participantes

### Mudanças em relação à temporada de 2022–2023
| Budapest Honvéd | 11º colocoda da NB I |
| Vasas FC        | 12º colocoda da NB I |

| Diósgyőri VTK | Campeão da NB II |
| MTK Budapest  | Campeão da NB II |

### Informações dos clubes
| Clube           | Localização             | Estádio                    | Capacidade | 2022–23          |
| --------------- | ----------------------- | -------------------------- | ---------- | ---------------- |
| Debrecen        | Debrecen                | Nagyerdei Stadion          | 20 340     | 3º lugar         |
| Diósgyőr        | Miskolc (Diósgyőr)      | DVTK Stadion               | 15 325     | 1º lugar (NB II) |
| Fehérvár        | Székesfehérvár          | Sóstói Stadion             | 14 144     | 10º lugar        |
| Ferencváros     | Budapeste (Ferencváros) | Groupama Aréna             | 22 043     | 1º lugar         |
| Kecskemét       | Kecskemét               | Széktói Stadion            | 06 320     | 2º lugar         |
| Mezőkövesd      | Mezőkövesd              | Mezőkövesdi Városi Stadion | 04 183     | 7º lugar         |
| Kisvárda        | Kisvárda                | Várkerti Stadion           | 03 385     | 6º lugar         |
| MTK             | Budapeste (Józsefváros) | Hidegkuti Nándor Stadion   | 05 014     | 2º lugar (NB II) |
| Puskás Akadémia | Felcsút                 | Pancho Aréna               | 03 816     | 4º lugar         |
| Paks            | Paks                    | Fehérvári úti Stadion      | 06 150     | 5º lugar         |
| Újpest          | Budapeste (Újpest)      | Szusza Ferenc Stadion      | 12 670     | 8º lugar         |
| Zalaegerszeg    | Zalaegerszeg            | ZTE Aréna                  | 11 200     | 9º lugar         |

## Classificação
| Pos | Equipe             | Pts | J  | V  | E  | D  | GP | GC | SG  | Classificação ou Rebaixamento                       |
| --- | ------------------ | --- | -- | -- | -- | -- | -- | -- | --- | --------------------------------------------------- |
| 1   | Ferencváros (C, Q) | 65  | 29 | 20 | 5  | 4  | 71 | 26 | +45 | Primeira pré-eliminatória da Liga dos Campeões      |
| 2   | Fehérvár           | 50  | 29 | 15 | 5  | 9  | 51 | 38 | +13 | Segunda pré-eliminatória da Liga Conferência Europa |
| 3   | Paks               | 50  | 29 | 15 | 5  | 9  | 46 | 39 | +7  | Segunda pré-eliminatória da Liga Conferência Europa |
| 4   | Puskás Akadémia    | 46  | 29 | 12 | 10 | 7  | 49 | 30 | +19 |                                                     |
| 5   | Debrecen           | 42  | 29 | 12 | 6  | 11 | 45 | 39 | +6  |                                                     |
| 6   | Diósgyőr           | 40  | 29 | 11 | 7  | 11 | 48 | 49 | −1  |                                                     |
| 7   | MTK                | 40  | 28 | 11 | 7  | 10 | 38 | 51 | −13 |                                                     |
| 8   | Kecskemét          | 37  | 29 | 11 | 4  | 14 | 40 | 44 | −4  |                                                     |
| 9   | Zalaegerszeg       | 36  | 29 | 10 | 6  | 13 | 49 | 56 | −7  |                                                     |
| 10  | Újpest             | 34  | 28 | 10 | 4  | 14 | 37 | 59 | −22 |                                                     |
| 11  | Kisvárda           | 25  | 29 | 7  | 4  | 18 | 32 | 46 | −14 | Rabaixados para a Nemzeti Bajnokság II              |
| 12  | Mezőkövesd (R)     | 20  | 29 | 5  | 5  | 19 | 25 | 54 | −29 | Rabaixados para a Nemzeti Bajnokság II              |

## Resultados

### Rodadas 1–22
| Mandante \ Visitante | DEB | DIO | FEH | FER | KEC | KIS | MEZ | MTK | PAK | PUS | UJP | ZAL |
| -------------------- | --- | --- | --- | --- | --- | --- | --- | --- | --- | --- | --- | --- |
| Debrecen             | —   | 2–2 | 3–1 | 1–2 | 2–0 | 4–1 | 3–1 | 1–3 | 1–0 | 1–0 | 1–2 | 1–0 |
| Diósgyőr             | 3–1 | —   | 4–0 | 1–2 | 3–1 | 2–0 | 2–0 | 3–3 | 1–1 | 0–1 | 1–2 | 0–3 |
| Fehérvár             | 1–0 | 4–0 | —   | 3–5 | 3–3 | 3–1 | 2–0 | 3–0 | 3–0 | 3–1 | 2–1 | 3–3 |
| Ferencváros          | 2–2 | 2–1 | 0–1 | —   | 1–0 | 1–0 | 0–0 | 5–1 | 6–1 | 1–2 | 3–0 | 3–0 |
| Kecskemét            | 1–1 | 2–1 | 1–0 | 2–1 | —   | 3–1 | 0–2 | 1–2 | 1–1 | 4–1 | 1–0 | 3–1 |
| Kisvárda             | 0–0 | 1–2 | 1–2 | 1–3 | 1–2 | —   | 2–1 | 3–1 | 0–1 | 0–2 | 4–0 | 0–1 |
| Mezőkövesd           | 2–1 | 2–4 | 0–2 | 0–2 | 0–3 | 1–2 | —   | 1–0 | 0–1 | 1–3 | 4–0 | 1–2 |
| MTK                  | 2–1 | 2–1 | 0–2 | 1–6 | 1–0 | 0–0 | 3–1 | —   | 1–1 | 0–5 | 3–0 | 2–0 |
| Paks                 | 2–0 | 4–1 | 2–0 | 3–2 | 1–0 | 3–1 | 2–1 | 0–0 | —   | 2–1 | 3–0 | 3–4 |
| Puskás Akadémia      | 1–1 | 0–0 | 2–2 | 1–1 | 3–0 | 1–0 | 0–0 | 6–1 | 0–2 | —   | 3–3 | 0–1 |
| Újpest               | 1–2 | 2–0 | 2–1 | 0–5 | 5–3 | 3–2 | 1–1 | 0–2 | 1–2 | 1–2 | —   | 2–1 |
| Zalaegerszeg         | 1–2 | 1–3 | 3–1 | 2–6 | 3–1 | 0–2 | 1–1 | 2–1 | 2–5 | 1–1 | 1–1 | —   |

### Rodadas 23–33
| Mandante \ Visitante | DEB    | DIO    | FEH    | FER    | KEC    | KIS    | MEZ    | MTK    | PAK    | PUS    | UJP    | ZAL   |
| -------------------- | ------ | ------ | ------ | ------ | ------ | ------ | ------ | ------ | ------ | ------ | ------ | ----- |
| Debrecen             | —      | null   | 11 May | null   | 1–0    | null   | 0–1    | 1–2    | null   | null   | 27 Apr | 5–1   |
| Diósgyőr             | 5–3    | —      | null   | 11 May | 27 Apr | 1–1    | null   | null   | 2–1    | 1–1    | null   | null  |
| Fehérvár             | null   | 18 May | —      | 0–2    | null   | null   | 5–0    | 3 May  | null   | null   | null   | 1–1   |
| Ferencváros          | 5 May  | null   | null   | —      | 2–0    | 0–0    | null   | null   | 1–0    | 1–1    | 18 May | null  |
| Kecskemét            | null   | null   | 0–1    | null   | —      | 3–1    | 2–1    | null   | 5 May  | 1–2    | null   |       |
| Kisvárda             | 1–3    | null   | 28 Apr | null   | null   | —      |        | null   | null   | null   | 4–1    | 1–0   |
| Mezőkövesd           | null   | 1–2    | null   | 0–3    | null   | null   | —      |        | null   | 0–4    | null   | 4 May |
| MTK                  | null   | 1–1    | null   | 28 Apr | 2–2    | 2–1    | null   | —      | 0–2    | 11 May | null   | null  |
| Paks                 | 1–1    | null   | 1–2    | null   | null   | 18 May | 27 Apr | null   | —      | null   | 1–2    | null  |
| Puskás Akadémia      | 18 May | null   | 0–0    | null   | null   | 4 May  | null   | null   | 5–0    | —      | 0–2    | null  |
| Újpest               | null   | 4 May  | 2–0    | null   |        | null   | 2–2    | 21 Apr | null   | null   | —      | 1–5   |
| Zalaegerszeg         | null   | 5–1    | null   | 2–3    | null   | null   | null   | 2–2    | 11 May | 26 Apr | null   | —     |